# Scott Radinsky
Scott David Radinsky (né le 3 mars 1968 à Glendale, Californie, États-Unis) est un joueur lanceur gaucher de baseball qui évolue dans la Ligue majeure de baseball de 1990 à 2001. Il est instructeur chez les Indians de Cleveland de 2010 à août 2012.
Outre le baseball, Radinsky est le chanteur du groupe de punk rock Pulley, actif depuis 1995.

## Carrière

### Joueur
Après des études secondaires à la Simi Valley High Scholl de Simi Valley (Californie), Scott Radinsky est drafté le 2 juin 1986 par les White Sox de Chicago au troisième tour de sélection.
Il passe quatre saisons en Ligues mineures avant d'effectuer ses débuts en Ligue majeure le 9 avril 1990.
Devenu agent libre après la saison 1995, il signe pour trois saisons chez les Dodgers de Los Angeles le 16 janvier 1996.
De nouveau agent libre à l'automne 1998, il rejoint les Cardinals de Saint-Louis le 23 novembre 1998 pour deux saisons.
Il achève sa carrière de joueur en s'alignant en 2001 sous les couleurs des Indians de Cleveland. Il paraphe ce dernier contrat le 20 janvier 2001 mais ne joue que deux matchs avec les Indians, le dernier d'entre eux se tient le 5 octobre 2001.

### Entraîneur
Radinsky est instructeur responsable des lanceurs de la formation Triple-A (Buffalo Bisons de 2007 à 2008 puis Columbus Clippers en 2009) de l'organisation des Indians de Cleveland.
Il est nommé le 16 novembre 2009 au poste d'instructeur responsable de l'enclos des lanceurs chez les Indians de Cleveland.
En octobre 2011, il est promu au rôle d'instructeur des lanceurs des Indians. Il est congédié en août 2012 après une série de 11 défaites de suite des Indians et remplacé par Ruben Niebla.

### Musique

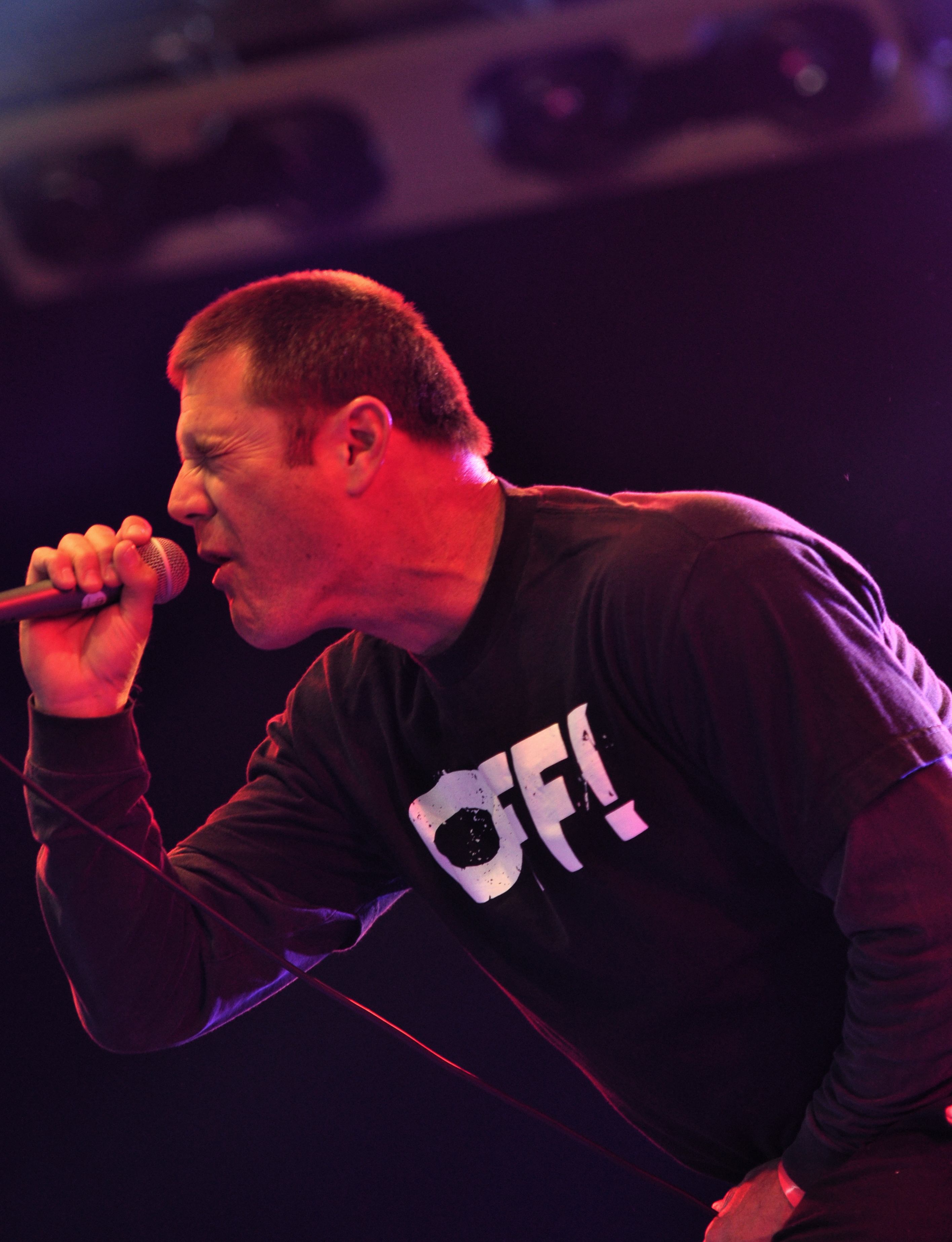
Scott Radinsky avec Pulley, Groezrock 2013

Radisnky est membre fondateur du groupe de punk rock Scared Straight en 1983. Le groupe est renommé Ten Foot Pole en 1993. Radinsky est chanteur sur les deux premiers albums parus sous le nom de Ten Foot Pole mais en 1994, après la sortie de l'album Rev, renonce provisoirement à la musique en raison de son début de carrière professionnelle dans le baseball.
En 1995, il devient le chanteur du groupe Pulley. Ce quintet devenu quartet enregistre cinq albums de 1996 à 2004. Time-Insensitive Material, comprenant cinq titres, sort le 24 mars 2009.

### Skateboard
Scott Radinsky est copropriétaire de Skatelab, un skatepark de Simi Valley en Californie qui héberge aussi un temple de la renommée du skateboard.

## Statistiques
En saison régulière
| Statistiques de lanceur |            |     |    |    |     |    |    |    |       |     |       |
| Saison                  | Équipe     | G   | GS | CG | SHO | V  | D  | SV | IP    | SO  | ERA   |
| 1990                    | Chicago WS | 62  | 0  | 0  | 0   | 6  | 1  | 4  | 52.1  | 46  | 4,82  |
| 1991                    | Chicago WS | 19  | 0  | 0  | 0   | 5  | 5  | 8  | 71.1  | 49  | 2,02  |
| 1992                    | Chicago WS | 68  | 0  | 0  | 0   | 3  | 7  | 15 | 59.1  | 48  | 2,73  |
| 1993                    | Chicago WS | 73  | 0  | 0  | 0   | 8  | 2  | 4  | 54.2  | 44  | 4,28  |
| 1995                    | Chicago WS | 46  | 0  | 0  | 0   | 2  | 1  | 1  | 38.0  | 14  | 5,45  |
| 1996                    | LA Dodgers | 58  | 0  | 0  | 0   | 5  | 1  | 1  | 52.1  | 48  | 2,41  |
| 1997                    | LA Dodgers | 75  | 0  | 0  | 0   | 5  | 1  | 3  | 62.1  | 44  | 2,15  |
| 1998                    | LA Dodgers | 62  | 0  | 0  | 0   | 6  | 6  | 13 | 61.2  | 45  | 2,63  |
| 1999                    | St-Louis   | 43  | 0  | 0  | 0   | 2  | 1  | 3  | 27.2  | 17  | 4,88  |
| 2000                    | St-Louis   | 1   | 0  | 0  | 0   | 0  | 0  | 0  | 0.0   | 0   | -     |
| 2001                    | Cleveland  | 2   | 0  | 0  | 0   | 0  | 0  | 0  | 2.0   | 3   | 27,00 |
| Totaux MLB              |            | 557 | 0  | 0  | 0   | 42 | 25 | 52 | 481.2 | 358 | 3,44  |

En séries éliminatoires
| Statistiques de lanceur |            |   |    |    |     |   |   |    |     |    |       |
| Saison                  | Équipe     | G | GS | CG | SHO | V | D | SV | IP  | SO | ERA   |
| 1993                    | Chicago WS | 4 | 0  | 0  | 0   | 0 | 0 | 0  | 1.2 | 1  | 10,80 |
| 1996                    | LA Dodgers | 2 | 0  | 0  | 0   | 0 | 0 | 0  | 1.1 | 2  | 0,00  |
| Totaux MLB              |            | 7 | 0  | 0  | 0   | 0 | 0 | 0  | 3.0 | 3  | 6,00  |

Note: G = Matches joués ; GS = Matches comme lanceur partant ; CG = Matches complets ; SHO = Blanchissages ; 
V = Victoires ; D = Défaites ; SV = Sauvetages ; IP = Manches lancées ; SO = retraits sur des prises ; ERA = Moyenne de points mérités.